# 阿普歇倫斯克區

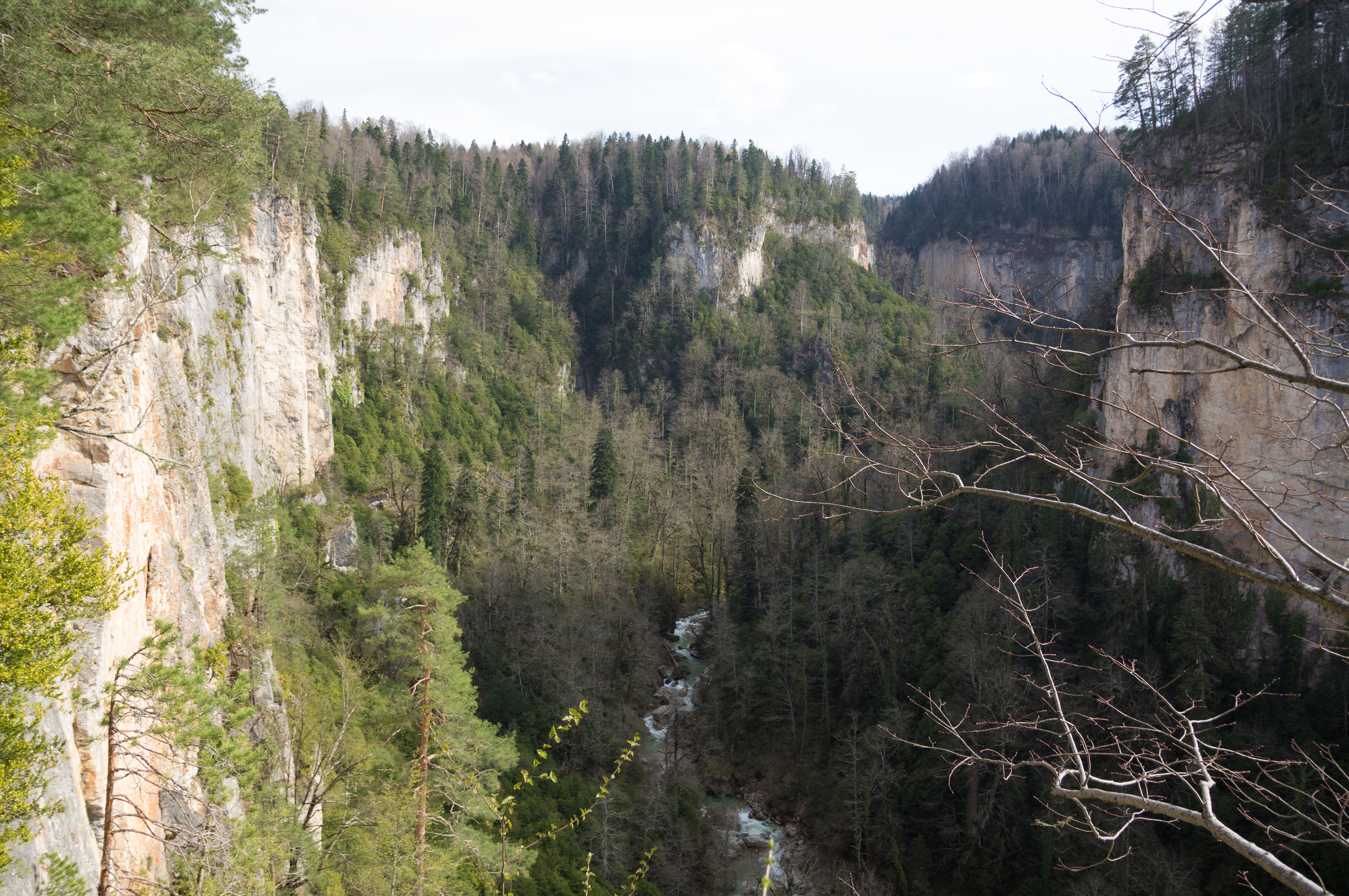

44°27′03″N 39°44′33″E / 44.45083°N 39.74250°E
阿普歇倫斯克區（俄语：Апшеронский район），是俄羅斯的一個區，位於該國西南部，由克拉斯諾達爾邊疆區負責管轄，面積2,443.2平方公里，2010年人口98,891，人口密度每平方公里40.48人。